# Wilbrand von Käfernburg
Wilbrand von Kevernburg, auch Wulbrand (* um 1180; † 5. April 1253) war von 1235 bis 1253 Erzbischof von Magdeburg. 

## Leben
Er war Sohn des Grafen Günter II. von Käfernburg aus dessen zweiter Ehe mit Adelheid von Loccum-Hallermund.
Wilbrand wurde erstmals im August 1209 als Propst von St. Nicolai in Magdeburg und als dortiger Domherr erwähnt. 1212 wurde er Propst zu Bibra und war von 1212 bis 1226 als päpstlicher Subdiakon und Domkämmerer tätig. Durch Vermittlung seines Halbbruders Erzbischof Albrecht I. von Käfernburg, wurde er 1225 Dompropst zu Magdeburg. 
Nach dem Tod Albrechts am 15. Oktober 1232 wählte das Domkapitel Ende Dezember 1232 als Nachfolger Burchard von Woldenberg, obwohl Wilbrand dafür prädestiniert war. Nach Burchards Tod wurde er am 31. Mai 1235 zu dessen Nachfolger gewählt und Ende des Jahres geweiht.
Im März 1236 schenkte Wilbrand den Bürgern der Stadt Magdeburg auf deren Verlangen zwei Morgen Land nahe dem Krökentor, die Steinkuhlen genannt.   
Wilbrand unterhielt zum Kaiser gute Beziehungen. Das Verhältnis zum Papst hingegen war insbesondere nach der Bannung des Kaisers Friedrich II von Hohenstaufen durch Papst Gregor IX im Jahr 1239 gestört. Wilbrands Kaisertreue war eine Provokation, der dann Gregors Nachfolger Innozenz IV. mit mehreren Bannandrohungen Paroli bot. 1245 beauftragte Innozenz IV. den Erzbischof von Mainz, dass er den Erwählten von Naumburg weihe, da dessen Metropolit, der Erzbischof Wilbrand von Magdeburg, exkommuniziert sei.
Wilbrand stand im Kampf mit den Askaniern Johann I. und Otto III., weil er die Städte Köpenick und Mittenwalde Heinrich III. von Meißen übertrug. Darüber sowie um die endgültige Vorherrschaft über den Teltow und Barnim im Zuge des deutschen Landesausbaus nach Osten kam es von 1239 bis 1245 zum Teltow-Krieg und Magdeburger Krieg. Wilbrand konnte im Anschluss daran das Land Lebus für das Erzstift Magdeburg gewinnen.
1253 (vor April 5) erwarb er noch vier Hufen Land für den Klosterhof des in Neustadt bei Magdeburg gelegenen Agnetenklosters.
Wilbrand von Käfernburg wurde im Magdeburger Dom beigesetzt.